# Артуро Бонін
Арту́ро Боні́н (ісп. Arturo Bonín, при народженні Артуро Хосе Боніні, ісп. Arturo José Bonini; 11 листопада 1943, Буенос-Айрес — 15 березня 2022, там само) — аргентинський актор театру, кіно та телебачення.

## Життєпис
Народився 11 листопада 1943 року у районі Вілья-Уркіса в Буенос-Айресі. Дитинство провів у столичному передмісті Вілья-Бальєстер на півночі Великого Буенос-Айресу. Після школи за наполяганням батька почав вивчати харчову хімію, проте пізніше надав перевагу акторській професії. Грав на театральній сцені, знімався у кіно та серіалах, працював на радіо. 1984 року зіграв одну з найкращих своїх ролей — сенатора Енцо Бордабеєре в історичній драмі «Вбивство у сенаті» Хуана Хосе Хусіда на основі сумнозвісних подій часів Безславної декади. Також помітною стала виконана наступного року роль Хуана Батісти Байролетто, бандита і викрадача худоби, який свого часу отримав у народі прізвисько «Робін Гуд пампасів», у стрічці «Байролетто, пригоди бунтаря» Атіліо Польверіні. У 2002—2003 роках виконував роль Марселя Донофа, директора елітної школи-інтернату, у молодіжному серіалі «Буремний шлях», який мав всесвітній успіх. Його повна фільмографія налічує понад сто ролей у фільмах та серіалах.
1991 року нагороджений премією Konex- Почесний диплом за роботу на радіо протягом 1980-х років.
Перший шлюб Боніна, у якому народився син Маріано, тривав лише шість місяців і завершився розлученням. З початку 1970-х років перебував у стосунках з акторкою Сусаною Карт, яка також була розлучена і мала дитину — доньку на ім'я Хульєта. Офіційно одружилися 9 лютого 1996 року, шлюб тривав до самої смерті актора.
Артуро Бонін помер 15 березня 2022 року у Буенос-Айресі від раку легень в 78-річному віці.

## Вибрана фільмографія
| Рік       |   | Українська назва                      | Оригінальна назва                     | Роль                                      |
| --------- | - | ------------------------------------- | ------------------------------------- | ----------------------------------------- |
| 1980      | с | Роміна                                | Romina                                | Алькантара                                |
| 1982      | ф | Садові пасажири                       | Lo pasajeros del jardin               | Ернесто                                   |
| 1983      | ф | Примусь мене чекати                   | Espérane mucho                        | дядько Мігель                             |
| 1984      | с | Сеньйора Ордоньєс                     | La señora Ordóñez                     | Рауль Ордоньєс                            |
| 1984      | ф | Вбивство у сенаті                     | Asesinato en el Senato                | сенатор Енцо Бордабеєре                   |
| 1985      | ф | Байролетто, пригоди бунтаря           | Bairoletto, la aventura de un rebelde | Хуан Батіста Байролетто                   |
| 1986      | ф | Інша історія кохання                  | Otra historia de amor                 | Рауль Ловера                              |
| 1987      | ф | Чорний світанок                       | Lis dueños del silencio               | Роджер Мелі                               |
| 1987      | ф | Одержимі помстою                      | Obsesión de venganza                  | Марсель Герреро                           |
| 1989      | ф | Одного світанку замало                | Amanece, que es poco                  | Бруно                                     |
| 1992—1993 | с | Оповідання Борхеса: Південь           | Cuentis de Borges: El sur             | Касіано                                   |
| 1996      | ф | Жовті квіти у вікні                   | Flores amarillas en la ventana        | Фредерік                                  |
| 1996      | ф | Карлос Монсон, другий судовий розгляд | Carlos Monzón, el segundo juicio      | Даніель Тінайре                           |
| 1997—1998 | с | Серце                                 | De corazón                            | Хав'єр Сальгадо                           |
| 1998      | с | Дикий ангел                           | Muñeca brava                          | Альфредо                                  |
| 2000      | с | Вічні пошуки                          | Los buscas de siempre                 | Карлос Хіменес Альсага                    |
| 2002—2003 | с | Буремний шлях                         | Rebelde Way                           | Марсель Доноф, директор школи «Elite Way» |
| 2004      | с | Родина Рольдан                        | Los Roldán                            | Патрисіо Арісменді                        |
| 2004      | с | Безумне кохання                       | Locas de amor                         | Грегоріо                                  |
| 2005      | ф | Бар «Параїсо Рок»                     | Paraíso Rock                          | Леандро                                   |
| 2006      | с | Смарагдове кольє                      | Collar de esmeraldas                  | Віктор                                    |
| 2006—2007 | с | Закон кохання                         | La rey del amor                       | Маркос                                    |
| 2008      | с | Вкрадені життя                        | Vidas robadas                         | Мануель Амая                              |
| 2011      | ф | Таємниця Лусії                        | El secreto de Lucía                   | Арістобуло                                |
| 2011      | ф | Останній погляд                       | Laúltima mirada                       | Кадрінеллі                                |
| 2011      | с | Історії першого разу                  | Historias de la primera vez           | Антоніо Кавенагі                          |
| 2012      | с | Солодке кохання                       | Dulce amor                            | Пепе Фернандес                            |
| 2015      | ф | Обід                                  | El almuerzo                           | генерал Хосе Рохеліо Вільярреаль          |
| 2020      | ф | Доза                                  | La dosis                              | Крістоф                                   |
| 2021      | ф | На третій день                        | Al tercer día                         | Хосе                                      |